# Atletica leggera ai Giochi della XIV Olimpiade - Marcia 10000 metri

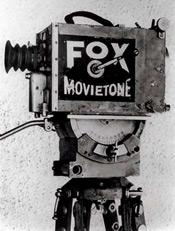
Video della gara (immagini in B/N)

La competizione della marcia 10000 metri di atletica leggera ai Giochi della XIV Olimpiade si è disputata nei giorni 3 e 7 agosto 1948 allo Stadio di Wembley a Londra.

## Risultati

### Turni eliminatori
| 2 Batterie | 3 agosto | 10 + 9         | Si qualificano i primi 5. |
| Finale     | 7 agosto | 10 concorrenti |                           |

### Batterie
| Pos. | Atleta                | Nazione       | Tempo   |
| ---- | --------------------- | ------------- | ------- |
| 1    | John Mikaelsson       | Svezia        | 45'03"0 |
| 2    | Charles James Morris  | Gran Bretagna | 45'10"4 |
| 3    | Émile Maggi           | Francia       | 45'44"4 |
| 4    | Giuseppe Dordoni      | Italia        | 46'25"8 |
| 5    | Ingemar Johansson     | Svezia        | 46'44"2 |
| 6    | Kaare Hammer          | Norvegia      | 46'48"6 |
| 7    | George Knott          | Australia     | n/d     |
| -    | Ernest Weber          | Stati Uniti   | Squal.  |
| -    | Jacobus Karel Reyneke | Sudafrica     | Squal.  |
| -    | Frederick Sharaga     | Stati Uniti   | Squal.  |

| Pos. | Atleta                 | Nazione       | Tempo   |
| ---- | ---------------------- | ------------- | ------- |
| 1    | Harold George Churcher | Gran Bretagna | 46'26"4 |
| 2    | Fritz Schwab           | Svizzera      | 46'38"0 |
| 3    | Richard West           | Gran Bretagna | 47'11"6 |
| 4    | Gianni Corsaro         | Italia        | 47'26"8 |
| 5    | Werner Hardmo          | Svezia        | 47'34"8 |
| 6    | Louis Courron          | Francia       | 48'13"0 |
| -    | Henry Laskau           | Stati Uniti   | Squal.  |
| -    | Louis Chevalier        | Francia       | Squal.  |
| -    | Sadhu Singh            | India         | Squal.  |

### Finale
| Pos.    | Atleta                 | Nazione       | Tempo   |
| ------- | ---------------------- | ------------- | ------- |
| Oro     | John Mikaelsson        | Svezia        | 45'13"2 |
| Argento | Ingemar Johansson      | Svezia        | 45'43"8 |
| Bronzo  | Fritz Schwab           | Svizzera      | 46'00"2 |
| 4       | Charles James Morris   | Gran Bretagna | 46'04"0 |
| 5       | Harold George Churcher | Gran Bretagna | 47'28"0 |
| 6       | Émile Maggi            | Francia       | 47'02"8 |
| 7       | Richard West           | Gran Bretagna | n/d     |
| 8       | Gianni Corsaro         | Italia        | n/d     |
| 9       | Giuseppe Dordoni       | Italia        | n/d     |
| -       | Werner Hardmo          | Svezia        | Squal.  |